# 性别符号
性别符号是用来表示性别的符号。

## 最初的性别符号
最初的两个性别符号来自于天文符号。1751年，卡尔·林奈最早使用它们来表示植物的性别。
| ♀ | U+2640 ♀ | 来自金星符号，表示女性或其他雌性生物。 |
| ♂ | U+2642 ♂ | 来自火星符号，表示男性或其他雄性生物。 |

## 其他性别符号
除了上述最常见的性别符号外，还有其他一些性别符号，包括：
| ☿  | U+263F ☿  | 来自水星符号，表示双性人或其他雌雄间性的生物。               |
| ⚥  | U+26A5 ⚥  | 来自雄性符号与雌性符号，表示双性人或跨性別。                 |
| ⚧  | U+26A7 ⚧  | 另一种跨性别符号，由雄性符号、雌性符号与跨性别符号组合而成。 |
| ⚢  | U+26A2 ⚢  | 由两个雌性符号组成，有时用来表示女同性恋。                   |
| ⚣  | U+26A3 ⚣  | 由两个雄性符号组成，有时用来表示男同性恋。                   |
| ⚤  | U+26A4 ⚤  | 由雄性符号与雌性符号相互连结而成，偶尔用来表示异性恋。       |
| ⚦  | U+26A6 ⚦  | 雄性符号加上一短横，表示跨性別。                             |
| ⚪ | U+26AA ⚪︎ | 表示无性恋。                                                 |
|    |           | 兩個雌性符號加一個雄性符號，表示女性雙性戀。                 |
|    |           | 兩個雄性符號加一個雌性符號，表示男性雙性戀。                 |